# Campionati mondiali maschili di pallacanestro Under-17
I Campionati mondiali maschili di pallacanestro Under-17 FIBA sono una competizione cestistica internazionale a cadenza biennale organizzata dalla FIBA, la Federazione Internazionale di Pallacanestro.
Il primo Campionato mondiale di pallacanestro Under-17 si tenne nel 2010 in Germania e vedeva dodici partecipanti che, divise in due gironi all'italiana da sei squadre, le prime quattro di ogni girone si giocavano il titolo ai quarti di finale, a eliminazione diretta. Dalla terza edizione, nel 2014, le partecipanti sono state portate a sedici, sempre con gironi all'italiana (quattro), le squadre passano tutte agli ottavi di finale, giocandosi il titolo sempre a eliminazione diretta.
Fino ad ora tutte le edizioni sono state vinte dalla squadra degli Stati Uniti, che con l'edizione 2018 fanno registrare un record di 37 vittorie e nessuna sconfitta in totale.

## Albo d'oro
| Anno | Nazione ospitante            | Finale 1º/2º | Finale 1º/2º | Finale 1º/2º  | Finale 3º/4º | Finale 3º/4º | Finale 3º/4º  |
| Anno | Nazione ospitante            | Vincitore    | punteggio    | Secondo posto | Terzo posto  | punteggio    | Quarto posto  |
| ---- | ---------------------------- | ------------ | ------------ | ------------- | ------------ | ------------ | ------------- |
| 2010 | Germania Amburgo             | Stati Uniti  | 111-80       | Polonia       | Canada       | 83-81        | Lituania      |
| 2012 | Lituania Kaunas              | Stati Uniti  | 95-62        | Australia     | Croazia      | 93-61        | Spagna        |
| 2014 | Emirati Arabi Uniti Dubai    | Stati Uniti  | 99-92        | Australia     | Serbia       | 62-59        | Spagna        |
| 2016 | Spagna Saragozza             | Stati Uniti  | 96-56        | Turchia       | Lituania     | 81-63        | Spagna        |
| 2018 | Argentina Rosario / Santa Fe | Stati Uniti  | 95-52        | Francia       | Porto Rico   | 90-77        | Canada        |
| 2020 | Bulgaria Sofia               |              |              |               |              |              |               |
| 2022 | Spagna Malaga                | Stati Uniti  | 79-67        | Spagna        | Francia      | 86-58        | Lituania      |
| 2024 | Turchia Istanbul             | Stati Uniti  | 129-88       | Italia        | Turchia      | 101-78       | Nuova Zelanda |

## Medagliere per nazioni
| Pos. | Paese       | Oro | Argento | Bronzo | Totale |
| ---- | ----------- | --- | ------- | ------ | ------ |
| 1    | Stati Uniti | 7   | 0       | 0      | 7      |
| 2    | Australia   | 0   | 2       | 0      | 2      |
| 3    | Francia     | 0   | 1       | 1      | 2      |
| 4    | Turchia     | 0   | 1       | 1      | 2      |
| 5    | Polonia     | 0   | 1       | 0      | 1      |
| 5    | Spagna      | 0   | 1       | 0      | 1      |
| 5    | Italia      | 0   | 1       | 0      | 1      |
| 8    | Canada      | 0   | 0       | 1      | 1      |
| 8    | Croazia     | 0   | 0       | 1      | 1      |
| 8    | Porto Rico  | 0   | 0       | 1      | 1      |
| 8    | Serbia      | 0   | 0       | 1      | 1      |
| 8    | Lituania    | 0   | 0       | 1      | 1      |

## MVP del torneo
| Edizione | Giocatore     |
| -------- | ------------- |
| 2010     | Bradley Beal  |
| 2012     | Jahlil Okafor |
| 2014     | Malik Newman  |
| 2016     | Collin Sexton |
| 2018     | Jalen Green   |
| 2022     | Izan Almansa  |